# Coordenadas curvilíneas

Sistemas de coordenadas en el espacio bidimensional: curvilíneo (arriba), cartesiano (izquierda), y afín (derecha)

En geometría, las coordenadas curvilíneas son sistemas de referencia utilizados en el espacio euclídeo, en los que las líneas que definen las coordenadas pueden ser curvas. Estas coordenadas se pueden obtener a partir de un conjunto de coordenadas cartesianas mediante el uso de transformaciones que son localmente invertibles (aplicaciones uno a uno) en cada punto. Esto significa que se puede convertir un punto dado en un sistema de coordenadas cartesiano a sus coordenadas curvilíneas y viceversa. El nombre de coordenadas curvilíneas, acuñado por el matemático francés Gabriel Lamé (1795-1870), deriva del hecho de que las líneas de referencia de estos sistemas son curvas.
Ejemplos bien conocidos de sistemas de coordenadas curvilíneas en el espacio euclídeo tridimensional (R3) son las coordenadas cilíndricas y las esféricas. Un ejemplo de superficie definida en coordenadas cartesianas en este espacio es un plano coordenado, de manera que cuando (z = 0), se define el plano (x-y). En el mismo espacio, la superficie de coordenadas (r = 1) en coordenadas esféricas es la superficie de una esfera unitaria, que es una superficie curva. La formalización de los sistemas de coordenadas curvilíneas proporciona una descripción general y unificada de los distintos sistemas de referencia.
Las coordenadas curvilíneas se utilizan a menudo para definir la ubicación o la distribución de cantidades físicas que pueden ser, por ejemplo, escalares, vectores o tensores. Las expresiones matemáticas que involucran estas cantidades en el cálculo vectorial y en el cálculo tensorial (como el gradiente, la divergencia, el rotacional y o el laplaciano) se pueden transformar de un sistema de coordenadas a otro, de acuerdo con las reglas de transformación para escalares, vectores y tensores. Estas expresiones se vuelven válidas para cualquier sistema de coordenadas curvilíneo.
Un sistema de coordenadas curvilíneo puede ser más sencillo de utilizar que el sistema de coordenadas cartesiano para algunas aplicaciones. El movimiento de partículas bajo la influencia de una fuerza central suele ser más fácil de resolver en coordenadas esféricas que en coordenadas cartesianas, lo que también es cierto para muchos problemas físicos con simetría esférica definidos en R3. Las ecuaciones con condiciones de contorno que siguen superficies de coordenadas para un sistema de coordenadas curvilíneo particular pueden ser más fáciles de resolver en ese sistema. Si bien se podría describir el movimiento de una partícula en una caja rectangular usando coordenadas cartesianas, es más fácil describir el movimiento sobre una esfera con coordenadas esféricas. Las coordenadas esféricas son los sistemas de coordenadas curvilíneas más comunes y se utilizan en ciencias de la Tierra, cartografía, mecánica cuántica, teoría de la relatividad e ingeniería.

## Coordenadas curvilíneas ortogonales en tres dimensiones

### Coordenadas, bases y vectores

Fig. 1 - Superficies de coordenadas, líneas de coordenadas y ejes de coordenadas de sistemas de coordenadas curvilíneos generales

Fig. 2 - Superficies de coordenadas, líneas de coordenadas y ejes de coordenadas de un sistema de coordenadas esféricas. Superficies: r - esferas, θ - conos, Φ - semiplanos; Líneas: r - haces de rectas, θ - semicírculos verticales, Φ - círculos horizontales;
Ejes: r - haces de rectas, θ - tangentes a semicírculos verticales, Φ - tangentes a círculos horizontales

Por ahora, se considera el espacio tridimensional. Un punto P en el espacio 3-D (o su posición r) se puede definir usando coordenadas cartesianas (x, y, z) [escrito de manera equivalente (x1, x2, x3)], por {\displaystyle \mathbf {r} =x\mathbf {e} _{x}+y\mathbf {e} _{y}+z\mathbf {e} _{z}}, donde ex, ey, ez son los vectores de la base canónica.
También puede definirse por sus coordenadas curvilíneas (q1, q2, q3) si este triplete de números define un único punto de forma inequívoca. La relación entre las coordenadas viene dada por las funciones de transformación reversibles:
{\displaystyle x=f^{1}(q^{1},q^{2},q^{3}),\,y=f^{2}(q^{1},q^{2},q^{3}),\,z=f^{3}(q^{1},q^{2},q^{3})}
{\displaystyle q^{1}=g^{1}(x,y,z),\,q^{2}=g^{2}(x,y,z),\,q^{3}=g^{3}(x,y,z)}
Las superficies q1 = constante, q2 = constante, q3 = constante se denominan superficies de coordenadas; y las curvas espaciales formadas por su intersección dos a dos se denominan curvas de coordenadas. Los ejes de coordenadas están determinados por las tangentes a las curvas de coordenadas en la intersección de tres superficies. En general, no son direcciones fijas en el espacio, como ocurre con las coordenadas cartesianas simples y, por lo tanto, generalmente no existe una base global natural para las coordenadas curvilíneas.
En el sistema cartesiano, los vectores de una base estándar se pueden deducir de la derivada de la ubicación del punto P con respecto a la coordenada local
{\displaystyle \mathbf {e} _{x}={\dfrac {\partial \mathbf {r} }{\partial x}};\;\mathbf {e} _{y}={\dfrac {\partial \mathbf {r} }{\partial y}};\;\mathbf {e} _{z}={\dfrac {\partial \mathbf {r} }{\partial z}}.}
Aplicando las mismas derivadas al sistema curvilíneo localmente en el punto P se definen los vectores de la base natural:
{\displaystyle \mathbf {h} _{1}={\dfrac {\partial \mathbf {r} }{\partial q^{1}}};\;\mathbf {h} _{2}={\dfrac {\partial \mathbf {r} }{\partial q^{2}}};\;\mathbf {h} _{3}={\dfrac {\partial \mathbf {r} }{\partial q^{3}}}.}
Una base de este tipo, cuyos vectores cambian su dirección y/o magnitud de un punto a otro, se denomina base local. Todas las bases asociadas con coordenadas curvilíneas son necesariamente locales. Los vectores de la base que son iguales en todos los puntos son bases globales y solo pueden asociarse con sistemas de coordenadas lineales o afines.
Para este artículo, la notación e está reservada para la base canónica (cartesiana) y h o b se asignan a las bases curvilíneas.
Es posible que no tengan longitud unidad y que tampoco sean ortogonales. En el caso de que sean ortogonales en todos los puntos donde las derivadas están bien definidas, se definen los coeficientes de Lamé (en referencia a Gabriel Lamé) por
{\displaystyle h_{1}=|\mathbf {h} _{1}|;\;h_{2}=|\mathbf {h} _{2}|;\;h_{3}=|\mathbf {h} _{3}|}
y los vectores de una base ortonormal curvilínea por
{\displaystyle \mathbf {b} _{1}={\dfrac {\mathbf {h} _{1}}{h_{1}}};\;\mathbf {b} _{2}={\dfrac {\mathbf {h} _{2}}{h_{2}}};\;\mathbf {b} _{3}={\dfrac {\mathbf {h} _{3}}{h_{3}}}.}
Estos vectores de la base también pueden depender de la posición de P; y por lo tanto, es necesario que no se suponga que son constantes en una región (técnicamente, forman una base para fibrados tangentes de {\displaystyle \mathbb {R} ^{3}} en P y, por lo tanto, son locales para cada punto P).
En general, las coordenadas curvilíneas permiten que los vectores de la base natural hi no sean todos mutuamente perpendiculares entre sí, y no es necesario que sean de longitud unidad: pueden ser de magnitud y dirección arbitrarias. Pero el uso de una base ortogonal hace que las manipulaciones vectoriales sean más simples que en el caso de las bases no ortogonales. Sin embargo, algunas áreas de la física y de la ingeniería, particularmente la mecánica de fluidos y la mecánica de medios continuos, requieren bases no ortogonales para describir deformaciones y transporte de fluidos, con el fin de tener en cuenta complejas dependencias direccionales de cantidades físicas. Una discusión del caso general aparece más adelante en esta página.

## Cálculo vectorial

### Elementos diferenciales
En coordenadas curvilíneas ortogonales, dado que el cambio diferencial total en r es
{\displaystyle d\mathbf {r} ={\dfrac {\partial \mathbf {r} }{\partial q^{1}}}dq^{1}+{\dfrac {\partial \mathbf {r} }{\partial q^{2}}}dq^{2}+{\dfrac {\partial \mathbf {r} }{\partial q^{3}}}dq^{3}=h_{1}dq^{1}\mathbf {b} _{1}+h_{2}dq^{2}\mathbf {b} _{2}+h_{3}dq^{3}\mathbf {b} _{3}}
entonces los factores de escala son {\displaystyle h_{i}=\left|{\frac {\partial \mathbf {r} }{\partial q^{i}}}\right|}
En coordenadas no ortogonales, la longitud de {\displaystyle d\mathbf {r} =dq^{1}\mathbf {h} _{1}+dq^{2}\mathbf {h} _{2}+dq^{3}\mathbf {h} _{3}} es la raíz cuadrada positiva de {\displaystyle d\mathbf {r} \cdot d\mathbf {r} =dq^{i}dq^{j}\mathbf {h} _{i}\cdot \mathbf {h} _{j}} (según el convenio de suma de Einstein). Los seis productos escalares independientes gij=hi.hj de los vectores de la base natural generalizan los tres factores de escala definidos anteriormente para coordenadas ortogonales. Los nueve gij son las componentes del tensor métrico, que tiene solo tres componentes distintas de cero en coordenadas ortogonales: g11=h1h1, g 22=h2h2, g33=h3h3.

## Bases covariantes y contravariantes
Base tangente
     e1, e2, e3 como coordenadas sobre las curvas de color negro      (izquierda)
Base dual, base covectorial o base recíproca
     e1, e2, e3 como coordenadas de las superficies      (derecha)

Un vector v, representado en términos de
Base tangente:
- e_{1}, e_{2}, e_{3} como coordenadas sobre las curvas de color negro (izquierda)
Base dual, base covectorial o base recíproca:
- e1, e2, e3 como coordenadas de las superficies (derecha)
en coordenadas curvilineas tridimensionales generales (q1, q2, q3), una tupla de números para definir un punto en un espacio de posiciones y momentos. Téngase en cuenta que la base y la cobase coinciden solo cuando la base es ortogonal.

Los gradientes espaciales, las distancias, las derivadas respecto al tiempo y los factores de escala están interrelacionados dentro de un sistema de coordenadas mediante dos grupos de vectores de una base:
1. Vectores de una base que son localmente tangentes a su línea de coordenadas asociada:

{\displaystyle \mathbf {b} _{i}={\dfrac {\partial \mathbf {r} }{\partial q^{i}}}} son vectores contravariantes (indicados por subíndices), y
1. Vectores de una base que son localmente normales a la isosuperficie creada por las otras coordenadas:

{\displaystyle \mathbf {b} ^{i}=\nabla q^{i}} son vectores covariantes (indicados por superíndices), donde ∇ es el operador nabla.
Téngase en cuenta que, debido a la convención de la suma de Einstein, la posición de los índices de los vectores es opuesta a la de las coordenadas.
En consecuencia, un sistema de coordenadas curvilíneo general tiene dos conjuntos de vectores de base para cada punto: b1, b2, b3 es la base contravariante, y b1, b2, b3 es la base covariante (también conocida como recíproca). Los tipos de vectores de una base covariante y de una base contravariante tienen dirección idéntica para sistemas de coordenadas curvilíneas ortogonales, pero como es habitual, tienen los índices invertidos entre sí.
Téngase en cuenta la siguiente igualdad importante:
{\displaystyle \mathbf {b} ^{i}\cdot \mathbf {b} _{j}=\delta _{j}^{i}}
donde {\displaystyle \delta _{j}^{i}} denota la delta de Kronecker generalizada.
| Demostración |
| En el sistema de coordenadas cartesiano {\displaystyle (\mathbf {e} _{x},\mathbf {e} _{y},\mathbf {e} _{z})}, se puede escribir el producto escalar como: {\displaystyle \mathbf {b} _{i}\cdot \mathbf {b} ^{j}=\left({\dfrac {\partial x}{\partial q_{i}}},{\dfrac {\partial y}{\partial q_{i}}},{\dfrac {\partial z}{\partial q_{i}}}\right)\cdot \left({\dfrac {\partial q_{j}}{\partial x}},{\dfrac {\partial q_{j}}{\partial y}},{\dfrac {\partial q_{j}}{\partial z}}\right)={\dfrac {\partial x}{\partial q_{i}}}{\dfrac {\partial q_{j}}{\partial x}}+{\dfrac {\partial y}{\partial q_{i}}}{\dfrac {\partial q_{j}}{\partial y}}+{\dfrac {\partial z}{\partial q_{i}}}{\dfrac {\partial q_{j}}{\partial z}}} Considérese un desplazamiento infinitesimal {\displaystyle d\mathbf {r} =dx\cdot \mathbf {e} _{x}+dy\cdot \mathbf {e} _{y}+dz\cdot \mathbf {e} _{z}}. Sean dq1, dq2 y dq3 los cambios infinitesimales correspondientes en las coordenadas curvilíneas q1, q2 y q3 respectivamente. Según la regla de la cadena, dq1 se puede expresar como: {\displaystyle dq_{1}={\dfrac {\partial q_{1}}{\partial x}}dx+{\dfrac {\partial q_{1}}{\partial y}}dy+{\dfrac {\partial q_{1}}{\partial z}}dz={\dfrac {\partial q_{1}}{\partial x}}dx+{\dfrac {\partial q_{1}}{\partial y}}\left({\dfrac {\partial y}{\partial q_{1}}}dq_{1}+{\dfrac {\partial y}{\partial q_{2}}}dq_{2}+{\dfrac {\partial y}{\partial q_{3}}}dq_{3}\right)+{\dfrac {\partial q_{1}}{\partial z}}\left({\dfrac {\partial z}{\partial q_{1}}}dq_{1}+{\dfrac {\partial z}{\partial q_{2}}}dq_{2}+{\dfrac {\partial z}{\partial q_{3}}}dq_{3}\right)} Si el desplazamiento dr es tal que dq2= dq3= 0, es decir, el vector de posición r se mueve una cantidad infinitesimal en el eje de coordenadas q2=const y q3=const, entonces: {\displaystyle dq_{1}={\dfrac {\partial q_{1}}{\partial x}}dx+{\dfrac {\partial q_{1}}{\partial y}}{\dfrac {\partial y}{\partial q_{1}}}dq_{1}+{\dfrac {\partial q_{1}}{\partial z}}{\dfrac {\partial z}{\partial q_{1}}}dq_{1}} Dividiendo por dq1, y tomando el límite dq1 → 0: {\displaystyle 1={\dfrac {\partial q_{1}}{\partial x}}{\dfrac {\partial x}{\partial q_{1}}}+{\dfrac {\partial q_{1}}{\partial y}}{\dfrac {\partial y}{\partial q_{1}}}+{\dfrac {\partial q_{1}}{\partial z}}{\dfrac {\partial z}{\partial q_{1}}}={\dfrac {\partial x}{\partial q_{1}}}{\dfrac {\partial q_{1}}{\partial x}}+{\dfrac {\partial y}{\partial q_{1}}}{\dfrac {\partial q_{1}}{\partial y}}+{\dfrac {\partial z}{\partial q_{1}}}{\dfrac {\partial q_{1}}{\partial z}}} o equivalentemente: {\displaystyle \mathbf {b} _{1}\cdot \mathbf {b} ^{1}=1} Ahora bien, si el desplazamiento dr es tal que dq1=dq3=0, es decir, el vector de posición r se mueve una cantidad infinitesimal según los eje de coordenadas q1=const y q3=const, entonces: {\displaystyle 0={\dfrac {\partial q_{1}}{\partial x}}dx+{\dfrac {\partial q_{1}}{\partial y}}{\dfrac {\partial y}{\partial q_{2}}}dq_{2}+{\dfrac {\partial q_{1}}{\partial z}}{\dfrac {\partial z}{\partial q_{2}}}dq_{2}} Dividiendo por dq2 y tomando el límite dq2 → 0: {\displaystyle 0={\dfrac {\partial q_{1}}{\partial x}}{\dfrac {\partial x}{\partial q_{2}}}+{\dfrac {\partial q_{1}}{\partial y}}{\dfrac {\partial y}{\partial q_{2}}}+{\dfrac {\partial q_{1}}{\partial z}}{\dfrac {\partial z}{\partial q_{2}}}={\dfrac {\partial x}{\partial q_{2}}}{\dfrac {\partial q_{1}}{\partial x}}+{\dfrac {\partial y}{\partial q_{2}}}{\dfrac {\partial q_{1}}{\partial y}}+{\dfrac {\partial z}{\partial q_{2}}}{\dfrac {\partial q_{1}}{\partial z}}} o equivalentemente: {\displaystyle \mathbf {b} _{2}\cdot \mathbf {b} ^{1}=0} Y así sucesivamente con los demás productos escalares. Demostración alternativa: {\displaystyle \delta _{j}^{i}dq^{j}=dq^{i}=\nabla q^{i}\cdot d\mathbf {r} =\mathbf {b} ^{i}\cdot {\dfrac {\partial \mathbf {r} }{q}}^{j}dq^{j}=b^{i}b_{j}dq^{j}} con el convenio de suma de Einstein implícito. |

Un vector v se puede especificar en términos de cualquier base, es decir,
{\displaystyle \mathbf {v} =v^{1}\mathbf {b} _{1}+v^{2}\mathbf {b} _{2}+v^{3}\mathbf {b} _{3}=v_{1}\mathbf {b} ^{1}+v_{2}\mathbf {b} ^{2}+v_{3}\mathbf {b} ^{3}}
Usando la convención de la suma de Einstein, los vectores de la base se relacionan con las componentes mediante: 30–32 
{\displaystyle \mathbf {v} \cdot \mathbf {b} ^{i}=v^{k}\mathbf {b} _{k}\cdot \mathbf {b} ^{i}=v^{k}\delta _{k}^{i}=v^{i}}
{\displaystyle \mathbf {v} \cdot \mathbf {b} _{i}=v_{k}\mathbf {b} ^{k}\cdot \mathbf {b} _{i}=v_{k}\delta _{i}^{k}=v_{i}}
y
{\displaystyle \mathbf {v} \cdot \mathbf {b} _{i}=v^{k}\mathbf {b} _{k}\cdot \mathbf {b} _{i}=g_{ki}v^{k}}
{\displaystyle \mathbf {v} \cdot \mathbf {b} ^{i}=v_{k}\mathbf {b} ^{k}\cdot \mathbf {b} ^{i}=g^{ki}v_{k}}
donde g es el tensor métrico (véase más abajo).
Un vector se puede especificar con coordenadas covariantes (subíndices, escritos como vk) o coordenadas contravariantes (superíndices, escritos como vk). De las sumas de vectores anteriores, se puede ver que las coordenadas contravariantes están asociadas con los vectores de la base covariante, y las coordenadas covariantes están asociadas con los vectores de la base contravariante.
Una característica clave de la representación de vectores y tensores en términos de componentes indexados y vectores de una base es la invariancia en el sentido de que los componentes vectoriales que se transforman de manera covariante (o contravariante) se emparejan con vectores de una base que se transforman de una manera contravariante (o recíprocamente, de manera covariante).

## Integración

### Generación de una base covariante en una dimensión

Fig. 3 – Transformación de base covariante local en el caso de coordenadas curvilíneas generales

Considérese la curva unidimensional que se muestra en la Fig. 3. En el punto P, tomado como origen, x es una de las coordenadas cartesianas y q1 es una de las coordenadas curvilíneas. El vector de la base local (no unitario) es b1 (anotado como h1 anteriormente, con la letra b reservada para los vectores unitarios) y está construido sobre el eje q1 que es tangente a esa línea de coordenadas en el punto P. El eje q1 y, por lo tanto, el vector b1 forman un ángulo {\displaystyle \alpha } con el eje cartesiano x y el vector de la base cartesiana e1.
Se puede ver en el triángulo PAB que
{\displaystyle \cos \alpha ={\cfrac {|\mathbf {e} _{1}|}{|\mathbf {b} _{1}|}}|e_{1}|=|b_{1}|}
donde |e1|,|b1| son las magnitudes de los dos vectores de cada base, es decir, el escalado determina PB y PA. Además, PA es la proyección de b1 sobre el eje x.
Sin embargo, este método para transformaciones de vectores de la base utilizando cosenos direccionales no es aplicable a coordenadas curvilíneas por las siguientes razones:
1. Al aumentar la distancia desde P, el ángulo entre la línea curva q1 y el eje cartesiano x se desvía cada vez más de {\displaystyle \alpha }.
2. A la distancia PB, el verdadero ángulo es el que forma la tangente en el punto C con el eje x y este último ángulo es claramente diferente de {\displaystyle \alpha }.

Los ángulos que forman la línea q1 y ese eje con el eje x se vuelven más cercanos en valor cuanto más cerca se está del punto P y se vuelven exactamente iguales en P.
Supóngase que el punto E esté ubicado muy cerca de P, tan cerca que la distancia PE es infinitamente pequeña. Entonces PE medido en el eje q1 casi coincide con PE medido en la línea q1. Al mismo tiempo, la relación PD/PE (siendo PD la proyección de PE sobre el eje x) se vuelve casi exactamente igual a {\displaystyle \cos \alpha }.
Ahora, las intersecciones infinitamente pequeñas PD y PE se denominan respectivamente como dx y dq1. Entonces
{\displaystyle \cos \alpha ={\cfrac {dx}{dq^{1}}}={\frac {|\mathbf {e} _{1}|}{|\mathbf {b} _{1}|}}}.
Por lo tanto, los cosenos directores se pueden sustituir en transformaciones con relaciones más exactas entre intersecciones de coordenadas infinitamente pequeñas. De ello se deduce que la componente (proyección) de b1 sobre el eje x es
{\displaystyle p^{1}=\mathbf {b} _{1}\cdot {\cfrac {\mathbf {e} _{1}}{|\mathbf {e} _{1}|}}=|b_{1}|{|\mathbf {e} _{1}|}{|\mathbf {e} _{1}|}=|b_{1}|dxdq^{1}p^{1}{|\mathbf {b} _{1}|}=dxdq^{1}}.
Si qi= qi(x1, x2, x3) y xi= xi(q 1, q2, q3) son funciones suaves (continuamente diferenciables), las razones de transformación se pueden escribir como {\displaystyle {\cfrac {\partial q^{i}}{\partial x_{j}}}} y {\displaystyle {\cfrac {\partial x_{i}}{\partial q^{j}}}}. Es decir, esas relaciones son derivadas parciales de las coordenadas que pertenecen a un sistema con respecto a las coordenadas que pertenecen al otro sistema.

### Generación de una base covariante en tres dimensiones
Haciendo lo mismo para las coordenadas en las otras dos dimensiones, b1 se puede expresar como:
{\displaystyle \mathbf {b} _{1}=p^{1}\mathbf {e} _{1}+p^{2}\mathbf {e} _{2}+p^{3}\mathbf {e} _{3}={\cfrac {\partial x_{1}}{\partial q^{1}}}\mathbf {e} _{1}+{\cfrac {\partial x_{2}}{\partial q^{1}}}\mathbf {e} _{2}+{\cfrac {\partial x_{3}}{\partial q^{1}}}\mathbf {e} _{3}}
Se aplican ecuaciones similares para b2 y b3, de modo que la base estándar e1, e2, e3 se transforma a una base local (ordenada y normalizada) b1, b2, b3 por el siguiente sistema de ecuaciones:
{\displaystyle {\begin{aligned}\mathbf {b} _{1}&={\cfrac {\partial x_{1}}{\partial q^{1}}}\mathbf {e} _{1}+{\cfrac {\partial x_{2}}{\partial q^{1}}}\mathbf {e} _{2}+{\cfrac {\partial x_{3}}{\partial q^{1}}}\mathbf {e} _{3}\\\mathbf {b} _{2}&={\cfrac {\partial x_{1}}{\partial q^{2}}}\mathbf {e} _{1}+{\cfrac {\partial x_{2}}{\partial q^{2}}}\mathbf {e} _{2}+{\cfrac {\partial x_{3}}{\partial q^{2}}}\mathbf {e} _{3}\\\mathbf {b} _{3}&={\cfrac {\partial x_{1}}{\partial q^{3}}}\mathbf {e} _{1}+{\cfrac {\partial x_{2}}{\partial q^{3}}}\mathbf {e} _{2}+{\cfrac {\partial x_{3}}{\partial q^{3}}}\mathbf {e} _{3}\end{aligned}}}
Mediante un razonamiento análogo, se puede obtener la transformación inversa de la base local a la base estándar:
{\displaystyle {\begin{aligned}\mathbf {e} _{1}&={\cfrac {\partial q^{1}}{\partial x_{1}}}\mathbf {b} _{1}+{\cfrac {\partial q^{2}}{\partial x_{1}}}\mathbf {b} _{2}+{\cfrac {\partial q^{3}}{\partial x_{1}}}\mathbf {b} _{3}\\\mathbf {e} _{2}&={\cfrac {\partial q^{1}}{\partial x_{2}}}\mathbf {b} _{1}+{\cfrac {\partial q^{2}}{\partial x_{2}}}\mathbf {b} _{2}+{\cfrac {\partial q^{3}}{\partial x_{2}}}\mathbf {b} _{3}\\\mathbf {e} _{3}&={\cfrac {\partial q^{1}}{\partial x_{3}}}\mathbf {b} _{1}+{\cfrac {\partial q^{2}}{\partial x_{3}}}\mathbf {b} _{2}+{\cfrac {\partial q^{3}}{\partial x_{3}}}\mathbf {b} _{3}\end{aligned}}}

### Jacobiano de la transformación
El sistema de ecuaciones lineales anterior se puede escribir en forma matricial usando la convención de la suma de Einstein como
{\displaystyle {\cfrac {\partial x_{i}}{\partial q^{k}}}\mathbf {e} _{i}=\mathbf {b} _{k},\quad {\cfrac {\partial q^{i}}{\partial x_{k}}}\mathbf {b} _{i}=\mathbf {e} _{k}}.
Esta matriz de coeficientes del sistema lineal es la matriz jacobiana (y su inversa) de la transformación. Estas son las ecuaciones que se pueden utilizar para transformar una base cartesiana en una base curvilínea y viceversa.
En tres dimensiones, las formas expandidas de estas matrices son
{\displaystyle \mathbf {J} ={\begin{bmatrix}{\cfrac {\partial x_{1}}{\partial q^{1}}}&{\cfrac {\partial x_{1}}{\partial q^{2}}}&{\cfrac {\partial x_{1}}{\partial q^{3}}}\\{\cfrac {\partial x_{2}}{\partial q^{1}}}&{\cfrac {\partial x_{2}}{\partial q^{2}}}&{\cfrac {\partial x_{2}}{\partial q^{3}}}\\{\cfrac {\partial x_{3}}{\partial q^{1}}}&{\cfrac {\partial x_{3}}{\partial q^{2}}}&{\cfrac {\partial x_{3}}{\partial q^{3}}}\\\end{bmatrix}},\quad \mathbf {J} ^{-1}={\begin{bmatrix}{\cfrac {\partial q^{1}}{\partial x_{1}}}&{\cfrac {\partial q^{1}}{\partial x_{2}}}&{\cfrac {\partial q^{1}}{\partial x_{3}}}\\{\cfrac {\partial q^{2}}{\partial x_{1}}}&{\cfrac {\partial q^{2}}{\partial x_{2}}}&{\cfrac {\partial q^{2}}{\partial x_{3}}}\\{\cfrac {\partial q^{3}}{\partial x_{1}}}&{\cfrac {\partial q^{3}}{\partial x_{2}}}&{\cfrac {\partial q^{3}}{\partial x_{3}}}\\\end{bmatrix}}}
En la transformación inversa (segundo sistema de ecuaciones), las incógnitas son los vectores de la base curvilínea. Para cualquier ubicación específica solo puede existir uno y solo un conjunto de vectores de la base (de lo contrario, la base no está bien definida en ese punto). Esta condición se cumple si y solo si el sistema de ecuaciones tiene una única solución. En álgebra lineal, un sistema de ecuaciones lineales tiene una solución única (no trivial) solo si el determinante de la matriz de su sistema es distinto de cero:
{\displaystyle \det(\mathbf {J} ^{-1})\neq 0}
lo que muestra la razón detrás del requisito anterior relativo al determinante de la matriz jacobiana inversa.

## Generalización andimensiones
El formalismo se extiende a cualquier dimensión finita de la siguiente manera:
Considérese el espacio n-dimensional real euclídeo, es decir Rn= R × R × ... × R (n veces), donde R es el conjunto de los números reales y × denota el producto cartesiano, que es un espacio vectorial.
El sistema de coordenadas de este espacio se puede indicar mediante: x= (x1, x2,...,xn). Como se trata de un vector (un elemento del espacio vectorial), se puede escribir como:
{\displaystyle \mathbf {x} =\sum _{i=1}^{n}x_{i}\mathbf {e} ^{i}}
donde e1= (1,0,0...,0), e2= (0,1,0...,0), e3= (0,0,1...,0),...,en= (0,0,0...,1) es el conjunto de vectores de la base canónica para el espacio Rn, e i= 1, 2,...n es un índice que etiqueta las componentes. Cada vector tiene exactamente una componente en cada dimensión (o eje) y son mutuamente ortogonales (perpendiculares) y normalizados (tiene longitud unidad).
De manera más general, se pueden definir los vectores de la base bi para que dependan de q= (q1, q2,..., qn), es decir, cambiar de un punto a otro: bi= bi(q). En cuyo caso, se puede definir el mismo punto x en términos de esta base alternativa: las coordenadas con respecto a esta base vi también dependen necesariamente de x, es decir, vi= vi(x). Entonces, un vector v en este espacio, con respecto a estas coordenadas alternativas y vectores de la base, se puede expandir como una combinación lineal en esta base (lo que simplemente significa multiplicar cada vector de la base ei por un número vi, es decir, realizar una multiplicación escalar):
{\displaystyle \mathbf {v} =\sum _{j=1}^{n}{\bar {v}}^{j}\mathbf {b} _{j}=\sum _{j=1}^{n}{\bar {v}}^{j}(\mathbf {q} )\mathbf {b} _{j}(\mathbf {q} )}
La suma vectorial que describe v en la nueva base se compone de diferentes vectores, aunque la suma en sí sigue siendo la misma.

## Transformación de coordenadas
Desde una perspectiva más general y abstracta, un sistema de coordenadas curvilíneo es simplemente un parche coordenado en una variedad diferenciable En (el espacio euclídeo n-dimensional) que es difeomorfo al parche de coordenadas cartesianas en la variedad. No es necesario que dos parches de coordenadas difeomorfas en una variedad diferencial se superpongan de manera diferenciable. Con esta definición simple de un sistema de coordenadas curvilíneo, todos los resultados que siguen a continuación son simplemente aplicaciones de teoremas estándar en la topología diferencial.
Las funciones de transformación son tales que existe una relación uno a uno entre los puntos en las coordenadas antiguas y en las nuevas, es decir, esas funciones son biyectivas y cumplen los siguientes requisitos dentro de sus dominios:
- 1. Son funciones suaves: qi= qi(x)
- 2. El determinante de la matriz jacobiana inversa

{\displaystyle J^{-1}={\begin{vmatrix}{\dfrac {\partial q^{1}}{\partial x_{1}}}&{\dfrac {\partial q^{1}}{\partial x_{2}}}&\cdots &{\dfrac {\partial q^{1}}{\partial x_{n}}}\\{\dfrac {\partial q^{2}}{\partial x_{1}}}&{\dfrac {\partial q^{2}}{\partial x_{2}}}&\cdots &{\dfrac {\partial q^{2}}{\partial x_{n}}}\\\vdots &\vdots &\ddots &\vdots \\{\dfrac {\partial q^{n}}{\partial x_{1}}}&{\dfrac {\partial q^{n}}{\partial x_{2}}}&\cdots &{\dfrac {\partial q^{n}}{\partial x_{n}}}\end{vmatrix}}\neq 0}
no es cero; lo que significa que la transformación xi(q) es invertible según el teorema de la función inversa. La condición de que el determinante jacobiano no sea cero refleja el hecho de que tres superficies de diferentes familias se cruzan en un solo punto y, por lo tanto, determinan la posición de este punto de una manera única.[4]

## Álgebra vectorial y tensorial en coordenadas curvilíneas tridimensionales
El álgebra elemental de vectores y tensores en coordenadas curvilíneas se utiliza en parte de la bibliografía científica más antigua en mecánica y física, y puede ser indispensable para comprender el trabajo de principios y mediados del siglo XX, como por ejemplo, el texto de Green y Zerna. En esta sección se dan algunas relaciones útiles en el álgebra de vectores y tensores de segundo orden en coordenadas curvilíneas. La notación y el contenido son principalmente de Ogden, Naghdi, Simmonds, Green y Zerna, Basar y Weichert, y Ciarlet.

## Tensores en coordenadas curvilíneas
Un tensor de segundo orden se puede expresar como
{\displaystyle {\boldsymbol {S}}=S^{ij}\mathbf {b} _{i}\otimes \mathbf {b} _{j}=S^{i}{}_{j}\mathbf {b} _{i}\otimes \mathbf {b} ^{j}=S_{i}{}^{j}\mathbf {b} ^{i}\otimes \mathbf {b} _{j}=S_{ij}\mathbf {b} ^{i}\otimes \mathbf {b} ^{j}}
donde {\displaystyle \scriptstyle \otimes } denota un producto tensorial. Las componentes Sij se denominan componentes contravariantes; Si j son las componentes covariantes a derechas mixtas; Si j son las componentes covariantes a izquierdas mixtas; y Sij son las componentes covariantes del tensor de segundo orden, que están relacionadas por
{\displaystyle S^{ij}=g^{ik}S_{k}{}^{j}=g^{jk}S^{i}{}_{k}=g^{ik}g^{j\ell }S_{k\ell }}

### Tensor métrico en coordenadas curvilíneas ortogonales
En cada punto, se puede construir un pequeño elemento lineal dx, por lo que el cuadrado de la longitud del elemento lineal es el producto escalar dx · dx y se llama métrica del espacio, dada por:
{\displaystyle d\mathbf {x} \cdot d\mathbf {x} ={\cfrac {\partial x_{i}}{\partial q^{j}}}{\cfrac {\partial x_{i}}{\partial q^{k}}}dq^{j}dq^{k}}.
La siguiente parte de la ecuación anterior
{\displaystyle {\cfrac {\partial x_{k}}{\partial q^{i}}}{\cfrac {\partial x_{k}}{\partial q^{j}}}=g_{ij}(q^{i},q^{j})=\mathbf {b} _{i}\cdot \mathbf {b} _{j}}
es un tensor simétrico llamado tensor fundamental (o métrico) del espacio euclídeo en coordenadas curvilíneas.
Los índices pueden ser elevados y descendidos según la métrica:
{\displaystyle v^{i}=g^{ik}v_{k}}

#### Relación con los coeficientes de Lamé
La definición de los factores de escala hi mediante
{\displaystyle h_{i}h_{j}=g_{ij}=\mathbf {b} _{i}\cdot \mathbf {b} _{j}\quad \Rightarrow \quad h_{i}={\sqrt {g_{ii}}}=\left|\mathbf {b} _{i}\right|=\left|{\cfrac {\partial \mathbf {x} }{\partial q^{i}}}\right|}
da una relación entre el tensor métrico y los coeficientes de Lamé, y
{\displaystyle g_{ij}={\cfrac {\partial \mathbf {x} }{\partial q^{i}}}\cdot {\cfrac {\partial \mathbf {x} }{\partial q^{j}}}=\left(h_{ki}\mathbf {e} _{k}\right)\cdot \left(h_{mj}\mathbf {e} _{m}\right)=h_{ki}h_{kj}}
donde hij son los coeficientes de Lamé. Para una base ortogonal también se tiene que:
{\displaystyle g=g_{11}g_{22}g_{33}=h_{1}^{2}h_{2}^{2}h_{3}^{2}\quad \Rightarrow \quad {\sqrt {g}}=h_{1}h_{2}h_{3}=J}

#### Ejemplo: coordenadas polares
Si se consideran las coordenadas polares en el plano R2,
{\displaystyle (x,y)=(r\cos \theta ,r\sin \theta )}
(r, θ) son las coordenadas curvilíneas, y el determinante jacobiano de la transformación (r, θ) → (r cos θ, r sin θ) es r.
Los vectores de la base ortogonal son br= (cos θ, sin θ), bθ= (-r sin θ, r cos θ). Los factores de escala son hr= 1 y hθ= r. El tensor fundamental es g11=1, g22=r2, g12= g21=0.

### Tensor alterno
En una base ortonormal orientada a la derecha, el tensor alterno de tercer orden se define como
{\displaystyle {\boldsymbol {\mathcal {E}}}=\varepsilon _{ijk}\mathbf {e} ^{i}\otimes \mathbf {e} ^{j}\otimes \mathbf {e} ^{k}}
En una base curvilínea general, el mismo tensor se puede expresar como
{\displaystyle {\boldsymbol {\mathcal {E}}}={\mathcal {E}}_{ijk}\mathbf {b} ^{i}\otimes \mathbf {b} ^{j}\otimes \mathbf {b} ^{k}={\mathcal {E}}^{ijk}\mathbf {b} _{i}\otimes \mathbf {b} _{j}\otimes \mathbf {b} _{k}}
También se puede demostrar que
{\displaystyle {\mathcal {E}}^{ijk}={\cfrac {1}{J}}\varepsilon _{ijk}={\cfrac {1}{+{\sqrt {g}}}}\varepsilon _{ijk}}

### Símbolos de Christoffel
Símbolos de Christoffel de primera especie {\displaystyle \Gamma _{kij}}
{\displaystyle \mathbf {b} _{i,j}={\frac {\partial \mathbf {b} _{i}}{\partial q^{j}}}=\mathbf {b} ^{k}\Gamma _{kij}\quad \Rightarrow \quad \mathbf {b} _{k}\cdot \mathbf {b} _{i,j}=\Gamma _{kij}}
donde la coma indica derivada parcial (véase cálculo tensorial). Para expresar Gkij en términos de gij,
{\displaystyle {\begin{aligned}g_{ij,k}&=(\mathbf {b} _{i}\cdot \mathbf {b} _{j})_{,k}=\mathbf {b} _{i,k}\cdot \mathbf {b} _{j}+\mathbf {b} _{i}\cdot \mathbf {b} _{j,k}=\Gamma _{jik}+\Gamma _{ijk}\\g_{ik,j}&=(\mathbf {b} _{i}\cdot \mathbf {b} _{k})_{,j}=\mathbf {b} _{i,j}\cdot \mathbf {b} _{k}+\mathbf {b} _{i}\cdot \mathbf {b} _{k,j}=\Gamma _{kij}+\Gamma _{ikj}\\g_{jk,i}&=(\mathbf {b} _{j}\cdot \mathbf {b} _{k})_{,i}=\mathbf {b} _{j,i}\cdot \mathbf {b} _{k}+\mathbf {b} _{j}\cdot \mathbf {b} _{k,i}=\Gamma _{kji}+\Gamma _{jki}\end{aligned}}}
Dado que
{\displaystyle \mathbf {b} _{i,j}=\mathbf {b} _{j,i}\quad \Rightarrow \quad \Gamma _{kij}=\Gamma _{kji}}
usar estas equivalencias para reorganizar las relaciones anteriores permite obtener
{\displaystyle \Gamma _{kij}={\frac {1}{2}}(g_{ik,j}+g_{jk,i}-g_{ij,k})={\frac {1}{2}}[(\mathbf {b} _{i}\cdot \mathbf {b} _{k})_{,j}+(\mathbf {b} _{j}\cdot \mathbf {b} _{k})_{,i}-(\mathbf {b} _{i}\cdot \mathbf {b} _{j})_{,k}]}
Símbolos de Christoffel de segunda especie {\displaystyle \Gamma ^{k}{}_{ji}}
{\displaystyle \Gamma ^{k}{}_{ij}=g^{kl}\Gamma _{lij}=\Gamma ^{k}{}_{ji},\quad {\cfrac {\partial \mathbf {b} _{i}}{\partial q^{j}}}=\mathbf {b} _{k}\Gamma ^{k}{}_{ij}}
Esto implica que
{\displaystyle \Gamma ^{k}{}_{ij}={\cfrac {\partial \mathbf {b} _{i}}{\partial q^{j}}}\cdot \mathbf {b} ^{k}=-\mathbf {b} _{i}\cdot {\cfrac {\partial \mathbf {b} ^{k}}{\partial q^{j}}}\quad } desde {\displaystyle \quad {\cfrac {\partial }{\partial q^{j}}}(\mathbf {b} _{i}\cdot \mathbf {b} ^{k})=0}.
Otras relaciones que siguen son
{\displaystyle {\cfrac {\partial \mathbf {b} ^{i}}{\partial q^{j}}}=-\Gamma ^{i}{}_{jk}\mathbf {b} ^{k},\quad {\boldsymbol {\nabla }}\mathbf {b} _{i}=\Gamma ^{k}{}_{ij}\mathbf {b} _{k}\otimes \mathbf {b} ^{j},\quad {\boldsymbol {\nabla }}\mathbf {b} ^{i}=-\Gamma ^{i}{}_{jk}\mathbf {b} ^{k}\otimes \mathbf {b} ^{j}}

### Operaciones vectoriales
- 1. Producto escalar:
El producto escalar de dos vectores en coordenadas curvilíneas es[2]: 32 
{\displaystyle \mathbf {u} \cdot \mathbf {v} =u^{i}v_{i}=u_{i}v^{i}=g_{ij}u^{i}v^{j}=g^{ij}u_{i}v_{j}}
- 2. Producto vectorial:
El producto vectorial de dos vectores viene dado por[2]: 32–34 
{\displaystyle \mathbf {u} \times \mathbf {v} =\epsilon _{ijk}{u}_{j}{v}_{k}\mathbf {e} _{i}}
donde {\displaystyle \epsilon _{ijk}} es símbolo de Levi-Civita y {\displaystyle \mathbf {e} _{i}} es un vector de base cartesiana. En coordenadas curvilíneas, la expresión equivalente es
{\displaystyle \mathbf {u} \times \mathbf {v} =[(\mathbf {b} _{m}\times \mathbf {b} _{n})\cdot \mathbf {b} _{s}]u^{m}v^{n}\mathbf {b} ^{s}={\mathcal {E}}_{smn}u^{m}v^{n}\mathbf {b} ^{s}}
donde {\displaystyle {\mathcal {E}}_{ijk}} es un tensor alterno de tercer orden.

## Cálculo vectorial y tensorial en coordenadas curvilíneas tridimensionales
Es necesario realizar ajustes en el cálculo de integrales de curvas, superficies y volúmenes. Para simplificar las expresiones resultantes el alcance de los párrafos siguientes se limita a tres dimensiones y coordenadas curvilíneas ortogonales. Sin embargo, los mismos argumentos se aplican a espacios de n dimensiones. Cuando el sistema de coordenadas no es ortogonal, hay algunos términos adicionales en las expresiones.
Simmonds, en su libro sobre campos tensoriales, cita a Albert Einstein diciendo que:

La magia de esta teoría difícilmente dejará de imponerse a cualquiera que la haya comprendido verdaderamente; representa un triunfo genuino del método del cálculo diferencial absoluto, fundado por Gauss, Riemann, Ricci y Levi-Civita.

El cálculo vectorial y tensorial en coordenadas curvilíneas generales se utiliza en el análisis tensorial en variedades curvilíneas de cuatro dimensiones en la relatividad general, en la mecánica de láminas curvas, para examinar las propiedades de invariancia de las ecuaciones de Maxwell en el campo de los metamateriales y en muchas otras áreas de investigación.
En esta sección se dan algunas relaciones útiles en el cálculo de vectores y tensores de segundo orden en coordenadas curvilíneas. La notación y el contenido son principalmente de Ogden, Simmonds, Green y Zerna, Basar y Weichert, y Ciarlet.
Sea f= f(x) un campo escalar bien definido y v= v(x) un campo vectorial bien definido, y sean λ1, λ2... parámetros de las coordenadas.

### Elementos geométricos
- 1. Vector tangente: si x(λ) parametriza una curva C en coordenadas cartesianas, entonces

{\displaystyle {\partial \mathbf {x}  \over \partial \lambda }={\partial \mathbf {x}  \over \partial q^{i}}{\partial q^{i} \over \partial \lambda }=\left(h_{ki}{\cfrac {\partial q^{i}}{\partial \lambda }}\right)\mathbf {b} _{k}}
es un vector tangente a C en coordenadas curvilíneas (usando la regla de la cadena). Teniendo en cuenta la definición de los coeficientes de Lamé, y la de la métrica gij= 0 cuando i ≠ j, la magnitud es:
{\displaystyle \left|{\partial \mathbf {x}  \over \partial \lambda }\right|={\sqrt {h_{ki}h_{kj}{\cfrac {\partial q^{i}}{\partial \lambda }}{\cfrac {\partial q^{j}}{\partial \lambda }}}}=g_{i}jq^{i}q^{j}=h_{i}^{2}(q^{i})^{2}}
- 2. Plano tangente: si x(λ1, λ2) parametriza una superficie S en coordenadas cartesianas, entonces se cumple que el producto cruzado de vectores tangentes es un vector normal a S con la magnitud del elemento plano infinitesimal, en coordenadas curvilíneas. Usando el resultado anterior,

{\displaystyle {\partial \mathbf {x}  \over \partial \lambda _{1}}\times {\partial \mathbf {x}  \over \partial \lambda _{2}}=\left({\partial \mathbf {x}  \over \partial q^{i}}{\partial q^{i} \over \partial \lambda _{1}}\right)\times \left({\partial \mathbf {x}  \over \partial q^{j}}{\partial q^{j} \over \partial \lambda _{2}}\right)={\mathcal {E}}_{kmp}\left(h_{ki}{\partial q^{i} \over \partial \lambda _{1}}\right)\left(h_{mj}{\partial q^{j} \over \partial \lambda _{2}}\right)\mathbf {b} _{p}}
donde {\displaystyle {\mathcal {E}}} es el símbolo de Levi-Civita. En forma de determinante:
{\displaystyle {\partial \mathbf {x}  \over \partial \lambda _{1}}\times {\partial \mathbf {x}  \over \partial \lambda _{2}}={\begin{vmatrix}\mathbf {e} _{1}&\mathbf {e} _{2}&\mathbf {e} _{3}\\h_{1i}{\dfrac {\partial q^{i}}{\partial \lambda _{1}}}&h_{2i}{\dfrac {\partial q^{i}}{\partial \lambda _{1}}}&h_{3i}{\dfrac {\partial q^{i}}{\partial \lambda _{1}}}\\h_{1j}{\dfrac {\partial q^{j}}{\partial \lambda _{2}}}&h_{2j}{\dfrac {\partial q^{j}}{\partial \lambda _{2}}}&h_{3j}{\dfrac {\partial q^{j}}{\partial \lambda _{2}}}\end{vmatrix}}}

### Integración
| Operador               | Campo escalar | Campo vectorial |
| ---------------------- | --- | --- |
| Integral de línea      | {\displaystyle \int _{C}\varphi (\mathbf {x} )ds=\int _{a}^{b}\varphi (\mathbf {x} (\lambda ))\left\|{\partial \mathbf {x} \over \partial \lambda }\right\|d\lambda }                                                                                             | {\displaystyle \int _{C}\mathbf {v} (\mathbf {x} )\cdot d\mathbf {s} =\int _{a}^{b}\mathbf {v} (\mathbf {x} (\lambda ))\cdot \left({\partial \mathbf {x} \over \partial \lambda }\right)d\lambda }                                                                                  |
| Integral de superficie | {\displaystyle \int _{S}\varphi (\mathbf {x} )dS=\iint _{T}\varphi (\mathbf {x} (\lambda _{1},\lambda _{2}))\left\|{\partial \mathbf {x} \over \partial \lambda _{1}}\times {\partial \mathbf {x} \over \partial \lambda _{2}}\right\|d\lambda _{1}d\lambda _{2}} | {\displaystyle \int _{S}\mathbf {v} (\mathbf {x} )\cdot dS=\iint _{T}\mathbf {v} (\mathbf {x} (\lambda _{1},\lambda _{2}))\cdot \left({\partial \mathbf {x} \over \partial \lambda _{1}}\times {\partial \mathbf {x} \over \partial \lambda _{2}}\right)d\lambda _{1}d\lambda _{2}} |
| Integral de volumen    | {\displaystyle \iiint _{V}\varphi (x,y,z)dV=\iiint _{V}\chi (q_{1},q_{2},q_{3})Jdq_{1}dq_{2}dq_{3}} | {\displaystyle \iiint _{V}\mathbf {u} (x,y,z)dV=\iiint _{V}\mathbf {v} (q_{1},q_{2},q_{3})Jdq_{1}dq_{2}dq_{3}} |

### Diferenciación
Las expresiones para el gradiente, la divergencia y el laplaciano se pueden extender directamente a n dimensiones,  aunque el rotacional solo se define en 3D.
El campo vectorial bi es tangente a la curva de coordenadas qi y forma una base natural en cada punto de la curva. Esta base, como se analizó al principio de este artículo, también se denomina base curvilínea covariante. También se puede definir una base recíproca o una base curvilínea contravariante, bi. Todas las relaciones algebraicas entre los vectores de una base, como se analiza en la sección sobre álgebra tensorial, se aplican a la base natural y su recíproca en cada punto x.
| Operador            | Campo escalar | Campo vectorial | Campo tensorial de segundo orden |
| ------------------- | --- | --- | --- |
| Gradiente           | {\displaystyle \nabla \varphi ={\cfrac {1}{h_{i}}}{\partial \varphi \over \partial q^{i}}\mathbf {b} ^{i}}                                                                                        | {\displaystyle \nabla \mathbf {v} ={\cfrac {1}{h_{i}^{2}}}{\partial \mathbf {v} \over \partial q^{i}}\otimes \mathbf {b} _{i}} | {\displaystyle {\boldsymbol {\nabla }}{\boldsymbol {S}}={\cfrac {\partial {\boldsymbol {S}}}{\partial q^{i}}}\otimes \mathbf {b} ^{i}} |
| Divergencia         | N/A | {\displaystyle \nabla \cdot \mathbf {v} ={\cfrac {1}{\prod _{j}h_{j}}}{\frac {\partial }{\partial q^{i}}}(v^{i}\prod _{j\neq i}h_{j})} | {\displaystyle ({\boldsymbol {\nabla }}\cdot {\boldsymbol {S}})\cdot \mathbf {a} ={\boldsymbol {\nabla }}\cdot ({\boldsymbol {S}}\cdot \mathbf {a} )} donde a es un vector constante arbitrario. En coordenadas curvilíneas, {\displaystyle {\boldsymbol {\nabla }}\cdot {\boldsymbol {S}}=\left[{\cfrac {\partial S_{ij}}{\partial q^{k}}}-\Gamma _{ki}^{l}S_{lj}-\Gamma _{kj}^{l}S_{il}\right]g^{ik}\mathbf {b} ^{j}} |
| Operador laplaciano | {\displaystyle \nabla ^{2}\varphi ={\cfrac {1}{\prod _{j}h_{j}}}{\frac {\partial }{\partial q^{i}}}\left({\cfrac {\prod _{j}h_{j}}{h_{i}^{2}}}{\frac {\partial \varphi }{\partial q^{i}}}\right)} | {\displaystyle \nabla ^{2}\mathbf {v} \equiv \nabla \nabla \cdot \mathbf {v} -\nabla \times \nabla \times \mathbf {v} } {\displaystyle ~~~={\hat {\mathbf {x} }}\nabla ^{2}v_{x}+{\hat {\mathbf {y} }}\nabla ^{2}v_{y}+{\hat {\mathbf {z} }}\nabla ^{2}v_{z}} (Primera igualdad solo en 3D; segunda igualdad solo en componentes cartesianas) | |
| Rotacional          | N/A | Solo para campos vectoriales en 3D, {\displaystyle \nabla \times \mathbf {v} ={\frac {1}{h_{1}h_{2}h_{3}}}\mathbf {e} _{i}\epsilon _{ijk}h_{i}{\frac {\partial (h_{k}v_{k})}{\partial q^{j}}}} donde {\displaystyle \epsilon _{ijk}} es el símbolo de Levi-Civita.                                                                            | Véase rotacional de un campo tensorial |

## Fuerzas ficticias en coordenadas curvilíneas generales
Por definición, si una partícula sobre la que no actúan fuerzas tiene su posición expresada en un sistema de coordenadas inercial, (x1, x2, x3,  t), entonces no tendrá aceleración en este sistema, y por lo tanto, (d2xj/dt2 = 0). En este contexto, un sistema de coordenadas puede no ser inercial, ya sea debido a ejes de tiempo no rectilíneos o a ejes espaciales no rectilíneos (o a ambos casos). En otras palabras, los vectores de la base de las coordenadas pueden variar en el tiempo en posiciones fijas, o pueden variar con la posición en momentos fijos, o ambas cosas. Cuando las ecuaciones de movimiento se expresan en términos de cualquier sistema de coordenadas no inercial (en este sentido), aparecen términos adicionales, llamados símbolos de Christoffel. Estrictamente hablando, estos términos representan componentes de la aceleración absoluta (en la mecánica clásica), pero también se puede optar por seguir considerando d2xj/dt2 como la aceleración (como si las coordenadas fueran inerciales) y tratar los términos adicionales como si fueran fuerzas, en cuyo caso se llaman fuerzas ficticias. La componente de cualquier fuerza ficticia normal a la trayectoria de la partícula y en el plano de curvatura de la trayectoria se llama entonces fuerza centrífuga.
Este contexto más general deja clara la correspondencia entre los conceptos de fuerza centrífuga en sistema de coordenadas en rotación y en sistemas de coordenadas curvilíneos estacionarios (ambos conceptos aparecen frecuentemente en la bibliografía). Como un ejemplo simple, considérese una partícula de masa m que se mueve en un círculo de radio r con velocidad angular w relativa a un sistema de coordenadas polares que gira con velocidad angular W. La ecuación radial del movimiento es mr” = Fr + mr(w + W)2. Por lo tanto, la fuerza centrífuga es mr multiplicada por el cuadrado de la velocidad de rotación absoluta A = w + W de la partícula. Si se elige un sistema de coordenadas que gira a la velocidad de la partícula, entonces W=A y w=0, en cuyo caso la fuerza centrífuga es mrA2, mientras que si se elige un sistema de coordenadas estacionario se tiene que W = 0 y w = A, en cuyo caso la fuerza centrífuga es nuevamente mrA2. La razón de esta igualdad de resultados es que en ambos casos los vectores de la base en la ubicación de la partícula cambian con el tiempo exactamente de la misma manera. Por lo tanto, estas son en realidad dos formas diferentes de describir exactamente la misma cosa, una descripción en términos de coordenadas giratorias y la otra en términos de coordenadas curvilíneas estacionarias, que no son inerciales según el significado más abstracto de ese término.
Al describir el movimiento general, las fuerzas reales que actúan sobre una partícula a menudo se refieren al círculo osculador instantáneo tangente a la trayectoria del movimiento, y este círculo en el caso general no está centrado en una ubicación fija, por lo que la descomposición en componentes según la fuerza centrífuga y la fuerza de Coriolis cambia constantemente. Esto es cierto independientemente de si el movimiento se describe en términos de coordenadas estacionarias o giratorias.